# Anthony Randazzo
Anthony Randazzo (ur. 7 października 1966 w Sydney) – australijski duchowny katolicki, biskup Broken Bay od 2019.

## Życiorys
Święcenia kapłańskie przyjął 29 listopada 1991 i uzyskał inkardynację do archidiecezji Brisbane. Był m.in. dyrektorem wydziału ds. powołań, pomocniczym wikariuszem sądowym, sędzią regionalnego sądu kościelnego oraz krajowego sądu apelacyjnego, a także arcybiskupim asystentem.
24 czerwca 2016 papież Franciszek mianował go biskupem pomocniczym archidiecezji Sydney oraz biskupem tytularnym Quiza. Sakry udzielił mu 24 sierpnia 2016 arcybiskup Anthony Fisher.
7 października 2019 mianowany biskupem diecezjalnym Broken Bay.
21 kwietnia 2023 papież Franciszek nominował go na urząd administratora apostolskiego ad nutum Sanctae Sedis Ordynariatu Personalnego Matki Bożej Krzyża Południa, funkcję tę objął 1 lipca 2023.